# فندق أربيل روتانا
فندق أربيل روتانا، هو أحد فنادق الدرجة الممتاز الحاصل على تقييم خمس نجوم الذي تديره شركة «روتانا»، يقع الفندق في مدينة أربيل عاصمة إقليم كردستان العراق. أفتتح الفندق في 6 فبراير 2011. وبلغت تكلفة إنشاءه أكثر من 55 مليون دولار أمريكي. هو أحد مجموعة المشاريع التي تطلقها «مجموعة ماليا» عبر شركة «هوتيل لاين» المتخصصة في الاستثمارات السياحية.

## التصميم والخدمات
يتكون الفندق من 14 طابق، تم تشييده على أرض مساحتها 20 ألف متر مربع. يحتوي الفندق على 201 غرفة، إضافة إلى قاعة خاصة بالمؤتمرات والحفلات تبلغ مساحتها 1200 متر مربع وتتسع لحوالى 800 شخص، وثلاث قاعات مجهزة لاستضافة مختلف أنواع الاجتماعات والندوات. يحتوي الفندق كذلك على غرف لغير المدخنين، مركز لرجال الأعمال، وحمام سباحة خارجي، ومطاعم، أماكن داخلية لإيقاف السيارات، وصالون حلاقة، ونادي رياضي، ومنتجع صحي، وغيرها.
يوفر الفندق خدمات صرف العملات، وخدمات الطبيب، وركن السيارات وتأجير سيارات الليموزين ومرافق للغسيل والتنظيف الجاف، ومكتب استقبال في مطار أربيل الدولي.

## الموقع
يقع الفندق على شارع الجولان، في مدينة أربيل عاصمة إقليم كردستان العراق. كما إنه يقع مباشرة مقابل منتزه سامي عبد الرحمن أكبر متنزهات العراق، وعلى مقربة من منطقة الوزارات ومعرض أربيل الدولي. يبعد الفندق عن مطار أربيل الدولي مسافة 20 دقيقة بالسيارة.

## الافتتاح
وضع الحجر الأساس للفندق في يوليو 2008، وتم افتتاح بتاريخ 6 فبراير عام 2011، بحضور رئيس حكومة إقليم كردستان العراق برهم صالح، والمدير العام للفندق توماس توما، إضافة إلى وزير الدولة اللبناني ووزير السياحة اللبناني. وعدد من البرلمانيين والوزراء والمسؤولين الحزبيين والحكوميين وممثلي غرف التجارة اللبنانية والعربية، وعدد من التجار والضيوف ورجال الأعمال اللبنانين والعرب والأجانب.